# Chlumek (starý zámek)
Chlumek je dochovaný pozdně barokní zámek ve stejnojmenné zaniklé vsi, bývalé osadě obce Dasnice v okrese Sokolov v Karlovarském kraji. Nachází se na hraně vyvýšené terasy vysoko nad levým břehem Ohře, nedaleko bývalé, památkově chránění tvrze.
Od roku 1963 je zámek chráněn jako kulturní památka.

## Historie
Statek Chlumek koupili Nosticové v roce 1765 od Veroniky Doroty z Becku, která jej vlastnila po dobu 20 let. František Václav Nostic jej připojil k falknovskému panství a jižně od poplužního dvora si postavil barokní zámek jako náhradu za již nevyhovující tvrz.
Později byl nazýván Starým zámkem, aby se pojmenováním odlišil od dalšího, dnes již neexistujícího Nového zámku, postaveného ke konci 19. století, zbořeného roku 1983. Postupem času zámek pozbyl sídelní funkci a byl využíván pro správu statku. V držení Nosticů zůstal Chlumek do roku 1945. Po roce 1945 převzal zámek státní statek.
Po sametové revoluci zažádal tehdejší vlastník Rekultivace Sokolov o upuštění od památkové ochrany. Ministerstvo kultury žádosti nevyhovělo.
Po privatizaci je zámek v soukromém vlastnictví a částečně zajištěn. Je neobydlen, veřejnosti nepřístupný a pomalu chátrá. V památkovém katalogu Národního památkového ústavu je uveden na seznamu ohrožených památek.

## Stavební podoba
Menší volně stojící objekt o šesti okenních osách má obdélný půdorys. Mansardová střecha byla dříve vybavena volskými oky a vikýřky. Okna jsou zdobena šambránami, rovnými podokenními a lomenými nadokenními římsami. Šambrány mají rovněž přední a zadní portály.
Hodnotný je přilehlý, dendrologicky zajímavý zámecký park s přístupovými alejemi.
V parku západně od zámku roste památný strom Zámecký dub v Chlumku.